# マーカス・ジャイルズ
マーカス・ウィリアム・ジャイルズ（Marcus William Giles , 1978年5月18日 - ）は、アメリカ合衆国カリフォルニア州サンディエゴ出身の元プロ野球選手（二塁手）。右投右打。
兄はメジャー通算287本塁打を記録したブライアン・ジャイルズ。

## 経歴

### プロ入りとブレーブス時代
1996年のMLBドラフト53巡目（全体1512位）でアトランタ・ブレーブスから指名を受けプロ入り。
1998年は、A級メイコン・ブレーブスで135試合に出場して、打率.329、37本塁打、108打点、出塁率.425、OPS1.061、12盗塁と言うハイレベルな数字を叩き出し、サウス・アトランティックリーグのMVPに輝いた。
1999年は、A+級マートルビーチ・ペリカンズで126試合に出場して、打率.326、13本塁打、73打点、出塁率.392、OPS.905と好調を維持し、カロライナ・リーグのMVPに輝いた。
2000年は、AA級グリーンビル・ブレーブスで132試合に出場して、打率.290、17本塁打、62打点、出塁率.387、25盗塁をマークし、オールスター・フューチャーズゲームに出場するなど、着実に成長を遂げた。
2001年4月17日にメジャーデビュー。この年は68試合に出場して5本塁打を記録した。
2003年は開幕からレギュラーに定着し、MLBオールスターゲーム（AS）にファン投票で選出されたが、AS4日前の試合で守備中に衝突して脳震盪を起こし、出場を辞退した。AS後は戦線に復帰し、最終的に145試合に出場して、打率.316、21本塁打、球団新記録の49二塁打を記録した。
2004年は怪我のため102試合の出場に終わったが、2005年は不動の二塁手として152試合に出場して、打率.291、15本塁打、63打点の成績を残した。
2006年は、前年オフにそれまで1・2番、二遊間コンビを組んできたラファエル・ファーカルがロサンゼルス・ドジャースに移籍したため、新たにリードオフマンに抜擢されたが、成績は下降。ピート・オーアやマーティン・プラドの台頭もあり、オフの12月12日にFAとなった。

### パドレス時代
2006年12月20日に、兄のブライアンが所属するサンディエゴ・パドレスと契約した。
2007年は正二塁手として期待されていたが、開幕からスランプに陥り、打率.229に終わる。10月26日にわずか1年で解雇された。

### パドレス退団後
2008年1月8日、松井稼頭央がFAとなり二塁手が手薄となったコロラド・ロッキーズとマイナー契約。しかしシーズン開幕前の3月26日に解雇された。
2009年1月6日、フィラデルフィア・フィリーズとマイナー契約したが、シーズン開幕前の3月30日に解雇された。

## 詳細情報

### 年度別打撃成績
| 年 度     | 球 団     | 試 合 | 打 席 | 打 数 | 得 点 | 安 打 | 二 塁 打 | 三 塁 打 | 本 塁 打 | 塁 打 | 打 点 | 盗 塁 | 盗 塁 死 | 犠 打 | 犠 飛 | 四 球 | 敬 遠 | 死 球 | 三 振 | 併 殺 打 | 打 率 | 出 塁 率 | 長 打 率 | O P S |
| --------- | --------- | ----- | ----- | ----- | ----- | ----- | -------- | -------- | -------- | ----- | ----- | ----- | -------- | ----- | ----- | ----- | ----- | ----- | ----- | -------- | ----- | -------- | -------- | ----- |
| 2001      | ATL       | 68    | 273   | 244   | 36    | 64    | 10       | 2        | 9        | 105   | 31    | 2     | 5        | 1     | 0     | 28    | 0     | 0     | 37    | 8        | .262  | .338     | .430     | .768  |
| 2002      | ATL       | 68    | 242   | 213   | 27    | 49    | 10       | 1        | 8        | 85    | 23    | 1     | 1        | 1     | 1     | 25    | 3     | 2     | 41    | 5        | .230  | .315     | .399     | .714  |
| 2003      | ATL       | 145   | 635   | 551   | 101   | 174   | 49       | 2        | 21       | 290   | 69    | 14    | 4        | 10    | 4     | 59    | 2     | 11    | 80    | 7        | .316  | .390     | .526     | .916  |
| 2004      | ATL       | 102   | 434   | 379   | 61    | 118   | 22       | 2        | 8        | 168   | 48    | 17    | 4        | 3     | 7     | 36    | 0     | 9     | 70    | 6        | .311  | .378     | .443     | .821  |
| 2005      | ATL       | 152   | 654   | 577   | 104   | 168   | 45       | 4        | 15       | 266   | 63    | 16    | 3        | 4     | 4     | 64    | 1     | 5     | 108   | 14       | .291  | .365     | .461     | .826  |
| 2006      | ATL       | 141   | 626   | 550   | 87    | 144   | 32       | 2        | 11       | 213   | 60    | 10    | 5        | 5     | 3     | 62    | 0     | 6     | 105   | 12       | .262  | .341     | .387     | .728  |
| 2007      | SD        | 116   | 476   | 420   | 52    | 96    | 19       | 3        | 4        | 133   | 39    | 10    | 3        | 6     | 3     | 44    | 0     | 3     | 82    | 10       | .229  | .304     | .317     | .621  |
| 通算：7年 | 通算：7年 | 792   | 3340  | 2934  | 468   | 813   | 187      | 16       | 76       | 1260  | 333   | 70    | 25       | 30    | 22    | 318   | 6     | 36    | 523   | 62       | .277  | .353     | .429     | .782  |

### 記録
- MLBオールスターゲーム選出：1回（2003年）